# В'язовецька сільська рада (Білогірський район)
В'язове́цька сільська́ ра́да — колишня адміністративно-територіальна одиниця та орган місцевого самоврядування в ліквідованому Білогірському районі Хмельницької області. Адміністративний центр — село В'язовець.  У 2020 році приєднана до складу Ямпільської селищної громади.

## Загальні відомості
В'язовецька сільська рада утворена в 1921 році.
- Територія ради: 29,517 км²
- Населення ради: 992 особи (станом на 1 січня 2011 року)
- Середня щільність населення: 33,61 осіб/км²

## Географія
Сільська рада розташована у південно-західній частині Білогірського району, на південний захід від районного центру Білогір'я, на кордоні із Тернопільською областю.
В північній частині території сільської ради, із південного заходу на північний схід, а далі на північ протікає річка Горинь, права притока Прип'яті. В прибережних районах Горині, в північній та північно-західній частині сільради збудована система меліоративних каналів.

## Населення
Зміна чисельності населення за даними переписів і щорічних оцінок:
| Роки      | 1986  | 2001   | 2010 | 2011 |
| --------- | ----- | ------ | ---- | ---- |
| Населення | 1 300 | ▼1 144 | ▼985 | ▲992 |

## Населені пункти
Сільській раді підпорядковані населені пункти:
- с. В'язовець
- с. Ставок

## Господарська діяльність
Основним видом господарської діяльності населених пунктів сільської ради є сільськогосподарське виробництво. Воно складається із ТзДВ «В'язовець», фермерських господарств та індивідуальних присадибних селянських господарств. Основним видом сільськогосподарської діяльності є вирощування зернових та технічних культур, виробництво м'ясо-молочної продукції; допоміжним — вирощування овочевих культур.
На території сільради працює чотири магазини, загально-освітня школа I—III ст., дитячий садок, будинок культури, В'язовецьке поштове відділення, АТС, фельдшерсько-акушерський пункт (ФАП), газопровід — 22,4 км.
На території сільради є Свято-Миколаївська церква Української православної церкви.

## Автошляхи та залізниці
Протяжність комунальгих автомобільних шляхів становить 10,7 км, з них:
- із твердим покриттям — 0,8 км;
- із асфальтним покриттям — 0 км;
- із ґрунтовим покриттям — 9,9 км.

Протяжність доріг загального користування 6 км (всі із твердим покриттям).
Найближча залізнична станція: Юськівці, розташована на залізничній лінії Шепетівка-Подільська — Тернопіль.